# Siobhán

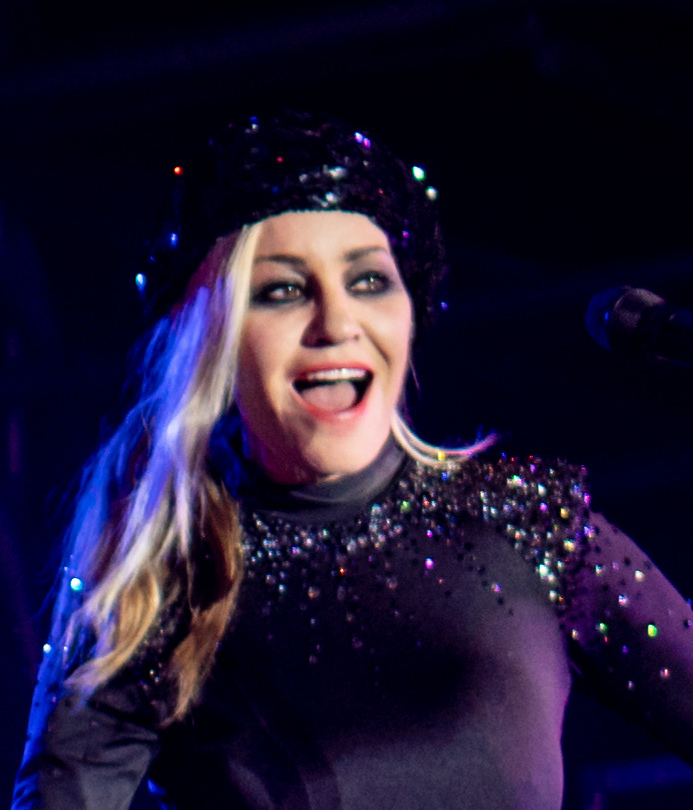
Siobhan Fahey, 2018.

Siobhán (IPA: ˈʃɪwaːn̪ˠ) är ett irländskt kvinnonamn. Namnet är av hebreiskt ursprung och betyder Gud är barmhärtig. Alternativa stavningar av namnet är bland annat Siavon, Siobhan, Siobhain, Siobhann, Siobhon, Siovhan, Shivaune, Shivaun, Shavon, Sioban, Shivonne, Shavone och Chevonne. Den svenska motsvarigheten är Johanna.
Siobhán kommer från det franska namnet Jeanne, feminin form av Jean. Namnet introducerades på Irland då normanderna styrde landet. Namnet föll dock bort då iriskan förbjöds på Irland. Populariteten för namnet ökade under mitten av 1900-talet, tillsammans med flera andra iriska namn som Áine och Aoife. Den populära skådespelerskan Siobhán McKenna (1923-1986) gav också namnet en liten popularitet.
Smeknamn till Siobhán är bland annat: Sio, Shiv, Shivo, Shivy, Vaune, Vawny, Von, Vonny, Bahan, Shevy (eller Chevy), Shibbie/Shibi/Shiby, Shibz, Shavz, Shevo, och Sibby.
Kända personer med namnet Siobhán är bland annat:
- Siobhán Peoples, irländsk fiolspelare, dotter till den legendariske fiolspelaren Tommy Peoples
- Siobhan Fahey, sångare som var medlem i banden Bananarama och Shakespear's Sister
- Siobhan Fallon, amerikansk skådespelerska
- Siobhán Donaghy, sångerska tidigare med i Sugababes
- Siobhain McDonagh, en brittisk Labourpolitiker i parlamentet
- Siobhan Meow, transsexuell radiopratare i The Howard Stern Show
- Siobhán McKenna, en Tony Awardnominerad skådespelerska som medverkade i filmen King of Kings
- Siobhan, en keltisk punkgrupp från Ottawa
- Siobhan Dillon, tv-kändis
- Shivaune Christina, tidigare Miss Australia
- Siobhan Parkinson, barnboksförfattare